# Saquinavir
Saquinavir es un antirretroviral de la familia de los inhibidor de la proteasa. Este fue el primer medicamento de su especie. Se utiliza combinado junto con otros medicamentos como el nelfinavir, el ritonavir y la delavirdina, en la terapia antirretroviral altamente supresiva para los adultos infectados con VIH-1.

## Historia y presentaciones
Existen dos formulaciones de este fármaco:
Invirase®.- Cápsula dura de gelatina con el mesilato de saquinavir, la cual requiere combinación con ritonavir para incrementar su potencialidad. Fue aprobada por la FDA el 6 de diciembre de 1995.
En estudios posteriores se comprobó que la absorción del medicamento en esta presentación era muy pobre, por lo que ofrecía la oportunidad al VIH a desarrollar resistencia al medicamento, por lo que su producción fue muy baja.
Fortovase®.- Cápsula blanda de gelatina con saquinavir. Fue aprobada por la FDA el 7 de noviembre de 1997. Esta presentación del medicamento tenía una eficacia de absorción y de acción 8 veces mayor a la anterior. Sin embargo la demanda ha sido tan baja, que la compañía farmacéutica Roche, anuncio en mayo de 2005, la salida del mercado del medicamento y se anunció la posible reintegración del Invitase, pero ahora mezclado con ritonavir.

## Mecanismo de acción, vía de administración y efectos adversos
Su mecanismo de acción es simple. La proteasa es una enzima presente en el VIH, encargada del ensamblaje de las partículas virales para la replicación y maduración del mismo. El saquinavir inhibe a la enzima, con lo que se evita la replicación viral y la reducción de la carga viral en sangre y el aumento de los linfocitos CD4.
Su vía de administración es por vía oral, mientras que sus efectos adversos de su administración incluyen dolor abdominal, diarrea y náuseas.
- Datos: Q422654
- Multimedia: Saquinavir / Q422654